# PSA EC5
PSA EC5 — бензиновый двигатель внутреннего сгорания, выпускаемый подразделением PSA Group с 2012 года.

## Описание
Двигатель PSA EC5 пришёл на смену PSA TU в Китае, Восточной Европе и Латинской Америке. Базовой моделью стала TU5 JP4.
В отличие от предшественника, в блок цилиндров были внесены изменения для уменьшения трения, а также были установлены распределительные валы с изменениями фаз газораспределения. Двигатель соответствует нормам выбросов Евро-5 и Евро-6. Все двигатели оснащены катализатором.
На базе EC5 также выпускается EC8 объёмом 1813 см3.

## EC5
- Объём: 1587 см3
- Диаметр цилиндра: 78,5 мм
- Ход поршня: 82 мм
- Мощность: 115 л. с. при 5750 об/мин
- Крутящий момент: 150 Н·м при 4000 об/мин[3][4]

## EC8
- Объём: 1813 см3
- Мощность: 139 л. с. при 6300 об/мин
- Крутящий момент: 172 Н·м при 3500 об/мин[5]

## В России
Осенью 2014 года двигатель EC8 был установлен на Chevrolet Niva 2. Производство двигателя было локализовано в Тольятти.